# ماريا رويز (لاعبة هوكي الحقل)
ماريا رويز (بالإسبانية: María de los Ángeles Ruiz)‏ هي لاعب هوكي الحقل إسبانية، ولدت في 18 مارس 1990.

## روابط خارجية
- ماريا رويز على موقع الاتحاد الدولي للهوكي (الإنجليزية)
- ماريا رويز على موقع أوليمبيديا (الإنجليزية)